# Harpegnathos hobbyi
Harpegnathos hobbyi är en myrart som beskrevs av Horace Donisthorpe 1937. Harpegnathos hobbyi ingår i släktet Harpegnathos och familjen myror. Inga underarter finns listade i Catalogue of Life.